# ايمانويل بيلباو
ايمانويل بيلباو (بالإسبانية: Emanuel Bilbao)‏ هو لاعب كرة قدم أرجنتيني، ولد في 3 نوفمبر 1989 في Coronel Pringles ‏ في الأرجنتين. لعب مع كيلمس.

## وصلات خارجية
- ايمانويل بيلباو على موقع قاعدة بيانات كرة القدم.إي يو (الإنجليزية)
- ايمانويل بيلباو على موقع Soccerway.com (الإنجليزية)